# مدينة مكسيكو
مدينة مكسيكو (بالإسبانية: Ciudad de México)‏ هي العاصمة الفيدرالية للمكسيك. والمركز الاقتصادي والصناعي والثقافي في البلاد، والمدينة الأكثر اكتظاظاً بالسكان، بلغ عدد سكانها حوالي 8.836.045 نسمة في عام 2008. أكبر مدينة في مكسيكو ومنطقة متروبوليتان في وادي المكسيك.
مكسيكو ثاني أكبر منطقة حضرية في الأمريكتين، وثالث أكبر تجمع سكاني في العالم. وهي مدينة عالمية كبرى في أمريكا اللاتينية وتعتبر ثاني أكبر تجمع حضري في العالم بعد طوكيو، اليابان.
تقع مدينة مكسيكو في منطقة حوض مكسيكو، الذي يقع ضمن هضبة أناهواك، وهو حوض واسع بين الهضاب العالية في وسط المكسيك، على ارتفاع 2,420 مترا (7,300 قدم).
بنيت المدينة على أيدي الآزتيك عام 1325 على جزيرة في بحيرة تِشْكُوكُو، ودمرت بالكامل تقريبا في حصار 1521، وبعد ذلك أعيد تصميمها وبناؤها وفقا لمعايير المدن الإسبانية. وفي عام 1524 تأسست بلدية مدينة مكسيكو، والمعروفة باسم المكسيك تينوستيتلان.
غالبية سكان المدينة (82%) يتبعون الكنيسة الرومانية الكاثوليكية، وتُعد المدينة أكبر تجمع حضري مسيحي وكاثوليكي في العالم.

## التسمية
يعود أصل تسمية المكسيك إلى لغة الناهواتل، حيث تعني كلمة Mēxihco "الجبل المربع". أطلق السكان الأصليون هذا الاسم على قلب إمبراطورية الأزتيك، وتحديدًا على حوض المكسيك، وسموا سكانه بـ Mexica. كما استخدموا الاسم للإشارة إلى المناطق المحيطة التي أصبحت لاحقًا ولاية المكسيك، والتي كانت جزءًا من إسبانيا الجديدة قبل الاستقلال.
يُعتقد عمومًا أن الاسم كان يشير في البداية إلى الموقع الجغرافي للحوض، ثم عمم لاحقًا ليشمل تحالف الأزتيك الثلاثي، أو ربما حدث العكس. أما اللاحقة "-co"، فمن المرجح أنها تُستخدم كظرف مكان في لغة الناهواتل، مما يجعل الكلمة تشير إلى موقع جغرافي. ومع ذلك، لا يزال الأصل الدقيق للتسمية غير مؤكد.
توجد عدة فرضيات حول أصل الكلمة:
1. إحدى الفرضيات تفترض أنها مشتقة من Mextli أو Mēxihtli، وهو اسم سري لإله الحرب هويتزيلوبوتشتلي، راعي الأزتيك، مما يجعل معنى Mēxihco "المكان الذي يعيش فيه هويتزيلوبوتشتلي".
2. فرضية أخرى تشير إلى أن الاسم منحوت من كلمتي mētztli (القمر) وxīctli (السرة)، مما يجعل المعنى "المكان في مركز القمر"، وهو ما قد يشير إلى موقع تينوختيتلان في وسط بحيرة تشكوكو. وقد كان نظام البحيرات المترابطة في المنطقة يشبه شكل الأرنب، وهو رمز ارتبط بالقمر لدى سكان أمريكا الوسطى.
3. هناك أيضًا فرضية ثالثة تربط الاسم بـ مغوي (نبتة الصبار) وMēctli.
عندما انتقل الاسم إلى اللغة الإسبانية، تم كتابته México، وكان الحرف <x> يُنطق وفقًا للإسبانية في العصور الوسطى كـ /ʃ/، وهو صوت احتكاكي غير صوتي. لاحقًا، تطور هذا الصوت إلى [ʒ]، ثم إلى [x] (وهو صوت حلقي احتكاكي غير صوتي) في القرن السادس عشر.
نتيجة لهذا التطور اللغوي، ظهر استخدام البديل الإملائي Méjico في بعض المنشورات الإسبانية، خاصة في إسبانيا، بينما فضّلت المكسيك ومعظم الدول الناطقة بالإسبانية الشكل México. أكّدت الأكاديمية الملكية الإسبانية لاحقًا أن كلا الشكلين مقبولان، لكن México هو الإملاء المعياري الموصى به.
في اللغة الإنجليزية، لا يُمثّل حرف <x> النطق الأصلي أو الحالي، بل يُنطق كمزيج صامت [ks].

## التاريخ
تأسست المدينة التي تُعرف اليوم باسم مكسيكو سيتي على يد الميكسيكا، وهم نفسهم الذين يُعرفون باسم الأزتك وذلك في عام 1325. أما المدينة القديمة التي كانت قائمة في الموقع ذاته، فتُعرف الآن باسم تينوختيتلان.
يعود أقدم دليل على وجود استيطان بشري في المنطقة التي تُشكل حاليًا المقاطعة الاتحادية إلى الفترة ما بين 9500 و7000 قبل الميلاد، وفقًا لما كشفته بعض الآثار المكتشفة.
كان الميكسيكا من آخر الشعوب الناطقة بـالناهوانتل التي هاجرت إلى وادي المكسيك، وذلك بعد سقوط إمبراطورية التولتيك. وخلال الفترة بين عامي 1325 و1521، توسعت تينوختيتلان من حيث الحجم والنفوذ، وتمكنت من فرض سيطرتها على المدن المحيطة بـبحيرة تشكوكو وفي وادي المكسيك.
عندما وصل الإسبان إلى المنطقة، كانت إمبراطورية الأزتك قد بلغت ذروتها، ممتدة عبر جزء كبير من وسط أمريكا، وصولًا إلى كلٍّ من خليج المكسيك والمحيط الهادئ.

### الغزو الإسباني
وصل الإسبان إلى المنطقة التي تُعرف اليوم باسم المقاطعة الاتحادية في يوليو 1519، حيث استقبلهم موكتيزوما الثاني في 8 نوفمبر 1519. لكن في عام 1520، شنّ بيدرو دي ألفارادو هجومًا على الأزتك أثناء احتفالهم بإلههم هويتزيلوبوشتلي (Huitzilopochtli)، مما أدى إلى وقوع مذبحة توسكاتل الشهيرة، والتي كانت الشرارة الأولى لانطلاق الصراع ضد الغزاة الأوروبيين.
أسفرت المذبحة عن مقتل موكتيزوما الثاني، فتم انتخاب كويتلاهواك (Cuitláhuac) خلفًا له، حيث قاد المقاومة ضد الاحتلال الإسباني، وحقق انتصارًا عليهم وعلى حلفائهم في 30 يونيو 1520. لكن في الوقت ذاته، تفشى وباء الجدري، متسببًا في وفاة الآلاف، بمن فيهم الزعيم كويتلاهواك نفسه.
بعد وفاته، تم انتخاب كواتيموك زعيمًا جديدًا للأزتك، لكنه واجه حصارًا شديدًا فرضه الإسبان بمساعدة حلفائهم من مناطق وادي بويبلا - تلاكسكالا. وبعد سلسلة من الهزائم، اضطر كواتيموك للاستسلام في 13 أغسطس 1521، مُعلناً بذلك سقوط تينوختيتلان ونهاية إمبراطورية الأزتك.

### إعادة بناء مدينة مكسيكو
عندما دمر الإسبان مدينة تينوختيتلان، قرروا إعادة بنائها بهدف محو كل آثار النظام القديم. قاموا ببناء الكنائس الكاثوليكية بدلًا من المعابد الأزتيكية القديمة، ونسبوا القصور التي بناها الأزتيك لأنفسهم. أما هرنان كورتيس، فقد أبقى المناطق التي احتلها تحت حكمه الشخصي، لكن تلك المناطق ظلت توالي الولاء للتاج الإسباني.
تمت إعادة تسمية تينوختيتلان إلى مكسيكو، وكان الاسم الجديد سهلًا بالنسبة لهم لاستخدامه في التوثيق والإدارة.

## المناخ
| البيانات المناخية لـمدينة ميكسكو                                                                                          | البيانات المناخية لـمدينة ميكسكو | البيانات المناخية لـمدينة ميكسكو | البيانات المناخية لـمدينة ميكسكو | البيانات المناخية لـمدينة ميكسكو | البيانات المناخية لـمدينة ميكسكو | البيانات المناخية لـمدينة ميكسكو | البيانات المناخية لـمدينة ميكسكو | البيانات المناخية لـمدينة ميكسكو | البيانات المناخية لـمدينة ميكسكو | البيانات المناخية لـمدينة ميكسكو | البيانات المناخية لـمدينة ميكسكو | البيانات المناخية لـمدينة ميكسكو | البيانات المناخية لـمدينة ميكسكو |
| الشهر | يناير                            | فبراير                           | مارس                             | أبريل                            | مايو                             | يونيو                            | يوليو                            | أغسطس                            | سبتمبر                           | أكتوبر                           | نوفمبر                           | ديسمبر                           | المعدل السنوي                    |
| --- | -------------------------------- | -------------------------------- | -------------------------------- | -------------------------------- | -------------------------------- | -------------------------------- | -------------------------------- | -------------------------------- | -------------------------------- | -------------------------------- | -------------------------------- | -------------------------------- | -------------------------------- |
| الدرجة القصوى °م (°ف) | 28.2 (82.8)                      | 29.3 (84.7)                      | 33.3 (91.9)                      | 33.4 (92.1)                      | 33.9 (93.0)                      | 33.5 (92.3)                      | 30 (86)                          | 28.4 (83.1)                      | 28.5 (83.3)                      | 28.9 (84.0)                      | 29.3 (84.7)                      | 28 (82)                          | 33.9 (93.0)                      |
| متوسط درجة الحرارة الكبرى °م (°ف)                                                                                         | 21.3 (70.3)                      | 22.9 (73.2)                      | 25.5 (77.9)                      | 26.6 (79.9)                      | 26.3 (79.3)                      | 24.7 (76.5)                      | 23.2 (73.8)                      | 23.4 (74.1)                      | 22.5 (72.5)                      | 22.4 (72.3)                      | 21.9 (71.4)                      | 21.2 (70.2)                      | 23.5 (74.3)                      |
| المتوسط اليومي °م (°ف) | 13.6 (56.5)                      | 15 (59)                          | 17.4 (63.3)                      | 18.7 (65.7)                      | 19 (66)                          | 18.5 (65.3)                      | 17.4 (63.3)                      | 17.5 (63.5)                      | 17.1 (62.8)                      | 16.2 (61.2)                      | 14.9 (58.8)                      | 13.9 (57.0)                      | 16.6 (61.9)                      |
| متوسط درجة الحرارة الصغرى °م (°ف)                                                                                         | 5.9 (42.6)                       | 7 (45)                           | 9.2 (48.6)                       | 10.7 (51.3)                      | 11.7 (53.1)                      | 12.3 (54.1)                      | 11.5 (52.7)                      | 11.5 (52.7)                      | 11.6 (52.9)                      | 9.9 (49.8)                       | 7.8 (46.0)                       | 6.5 (43.7)                       | 9.6 (49.3)                       |
| أدنى درجة حرارة °م (°ف)                                                                                                   | −4.1 (24.6)                      | −4.4 (24.1)                      | −4 (25)                          | −0.6 (30.9)                      | 3.7 (38.7)                       | 4.5 (40.1)                       | 5.3 (41.5)                       | 6 (43)                           | 1.6 (34.9)                       | 0 (32)                           | −3 (27)                          | −3 (27)                          | −4.4 (24.1)                      |
| الهطول مم (إنش) | 7.6 (0.30)                       | 5.6 (0.22)                       | 10.4 (0.41)                      | 23.1 (0.91)                      | 56.5 (2.22)                      | 134.9 (5.31)                     | 161.4 (6.35)                     | 153.4 (6.04)                     | 127.8 (5.03)                     | 54.1 (2.13)                      | 12.8 (0.50)                      | 6.9 (0.27)                       | 754.5 (29.70)                    |
| متوسط أيام هطول الأمطار (≥ 0.1 mm)                                                                                        | 2.21                             | 2.41                             | 3.65                             | 8.05                             | 13.44                            | 18.15                            | 22.39                            | 22.30                            | 19.24                            | 9.71                             | 4.13                             | 2.34                             | 128.02                           |
| متوسط الأيام المثلجة | 0.04                             | 0.05                             | 0.1                              | 0                                | 0                                | 0                                | 0                                | 0                                | 0                                | 0                                | 0                                | 0                                | 0.19                             |
| متوسط الرطوبة النسبية (%)                                                                                                 | 56                               | 49                               | 45                               | 46                               | 55                               | 66                               | 73                               | 73                               | 74                               | 78                               | 72                               | 60                               | 62                               |
| ساعات سطوع الشمس الشهرية                                                                                                  | 208.2                            | 212.1                            | 228.6                            | 209.4                            | 196.9                            | 152.6                            | 144.2                            | 158.4                            | 139.1                            | 177                              | 198.5                            | 186.5                            | 2٬211٫5                          |
| المصدر #1: Colegio de Postgraduados (normals and extremes 1921–1989) Servicio Meteorológico Nacional (extremes 1981–2000) |                                  |                                  |                                  |                                  |                                  |                                  |                                  |                                  |                                  |                                  |                                  |                                  |                                  |
| المصدر #2: NOAA (sun 1961–1990)                                                                                           |                                  |                                  |                                  |                                  |                                  |                                  |                                  |                                  |                                  |                                  |                                  |                                  |                                  |

## الاقتصاد

### السياحة
مكسيكو سيتي هي واحدة من أبرز الوجهات السياحية التي تستقطب أعدادًا كبيرة من السياح الأجانب. وقد صنفت منظمة اليونسكو كلًا من "المركز التاريخي لمكسيكو سيتي" (سنترو هيستوريكو) و"الحدائق العائمة" في سوتشيميلكو ضمن مواقع التراث العالمي. ومن أبرز معالم المركز التاريخي ساحة الدستور (بلازا دي لا كونستيتسيون)، المعروفة باسم زوكالو، والتي تعد الساحة الرئيسية في المدينة. تحيط بها معالم تاريخية بارزة تعكس عصورًا مختلفة، مثل كاتدرائية متروبوليتان التي تعود إلى الحقبة الاستعمارية الإسبانية، والقصر الوطني، وأطلال معبد الأزتك القديم تيمبلو مايور، إلى جانب مبانٍ حديثة، مما يجعلها وجهة غنية بالتاريخ والثقافة. وتجدر الإشارة إلى أن اكتشاف تيمبلو مايور جرى عام 1978 أثناء أعمال حفر لوضع الكابلات الكهربائية تحت الأرض.
يُعد "ملاك الاستقلال" الذهبي، الذي شُيِّد عام 1910 احتفالًا بالذكرى المئوية لحرب الاستقلال المكسيكية، أحد الرموز الأشهر لمكسيكو سيتي. يقع هذا النصب التذكاري على الطريق الشهير "باسيو دي لا ريفورما"، الذي صممه الإمبراطور ماكسيميليان على غرار شارع الشانزليزيه في باريس. يمتد هذا الشارع فوق أحد أقدم الطرق الرئيسية في الأمريكتين، وتم إنشاؤه في القرن التاسع عشر ليربط بين القصر الوطني وقلعة تشابولتيبيك. واليوم، يُعد هذا الشارع مركزًا اقتصاديًا وماليًا هامًا، حيث يضم البورصة المكسيكية ومقار العديد من الشركات الكبرى. إلى جانبه، يوجد طريق رئيسي آخر، هو "أفينيدا دي لوس إنسورجينتيس"، الذي يمتد بطول 28.8 كم، مما يجعله من أطول الشوارع في العالم، وقد سمي بهذا الاسم نسبةً إلى جيش المتمردين الذين قاتلوا لنيل استقلال المكسيك عن إسبانيا.
من بين الوجهات السياحية البارزة في المدينة غابة تشابولتيبيك (بوسكي دي تشابولتيبيك)، وهي واحدة من أكبر الحدائق في المكسيك، وتضم معالم بارزة مثل قلعة تشابولتيبيك، التي تحولت إلى متحف، إلى جانب متاحف أخرى وحديقة الحيوانات الوطنية والمتحف الوطني للأنثروبولوجيا، الذي يحتضن حجر تقويم الأزتك الشهير.
كما تتميز مكسيكو سيتي بمعلم معماري بارز، هو "قصر الفنون الجميلة" (بالاسيو دي بياس أرتيس)، وهو مسرح ومتحف مبني من الرخام الأبيض، لكنه بدأ يغرق تدريجيًا في التربة اللينة أسفله بسبب وزنه الكبير. بدأ بناؤه في عهد الرئيس بورفيريو دياز، لكنه لم يكتمل حتى عام 1934 بسبب توقف العمل فيه أثناء الثورة المكسيكية.
ومن المعالم المميزة أيضًا ساحة الثقافات الثلاث (بلازا دي لاس تريس كولتوراس)، التي تحتضن كلية سانتا كروز دي تلاتيلولكو، أقدم مؤسسة للتعليم العالي في الأمريكتين، إلى جانب أطلال مدينة تلاتيلولكو وضريح وكنيسة السيدة غوادالوبي. كما توفر المدينة وسيلة رائعة لاستكشاف هذه المعالم من خلال حافلة توريبوس ذات الطابقين، التي تجوب أبرز المواقع السياحية مع دليل صوتي بلغات متعددة.
وفقًا للأمانة العامة للسياحة، تضم مكسيكو سيتي حوالي 170 متحفًا، مما يجعلها واحدة من أكبر عشر مدن في العالم من حيث عدد المتاحف، بالإضافة إلى أكثر من 100 معرض فني وحوالي 30 قاعة للحفلات الموسيقية، ما يضمن استمرارية النشاط الثقافي طوال العام. وتضم العديد من المباني العامة، مثل القصر الوطني والمعهد الوطني لأمراض القلب، جداريات للفنان المكسيكي الشهير دييغو ريفيرا. كما يُمكن للزوار استكشاف منازل واستوديوهات دييغو ريفيرا وزوجته فريدا كاهلو في بلدية كويواكان، حيث تُعرض أعمالهما ومجموعاتهما الفنية. ومن بين المواقع التاريخية الأخرى في كويواكان، يقع منزل ليون تروتسكي، الذي لجأ إليه الزعيم الماركسي قبل اغتياله عام 1940.
إضافة إلى ذلك، تضم مكسيكو سيتي العديد من المزارع التاريخية التي تحولت إلى مطاعم فاخرة، مثل سان أنجيل إن وهاسيندا دي تلالبان وهاسيندا دي كورتيس وهاسيندا دي لوس موراليس، حيث يمكن للزوار تجربة المأكولات المكسيكية التقليدية في أجواء تعكس تاريخ البلاد.

## توأمة المدينة
- بوينس آيرس، أرجنتين.
- شيكاغو، الولايات المتحدة الأمريكية.
- مدريد، إسبانيا.
- باريس، فرنسا.
- ناغويا، اليابان.
- ليما، بيرو.

## معرض الصور

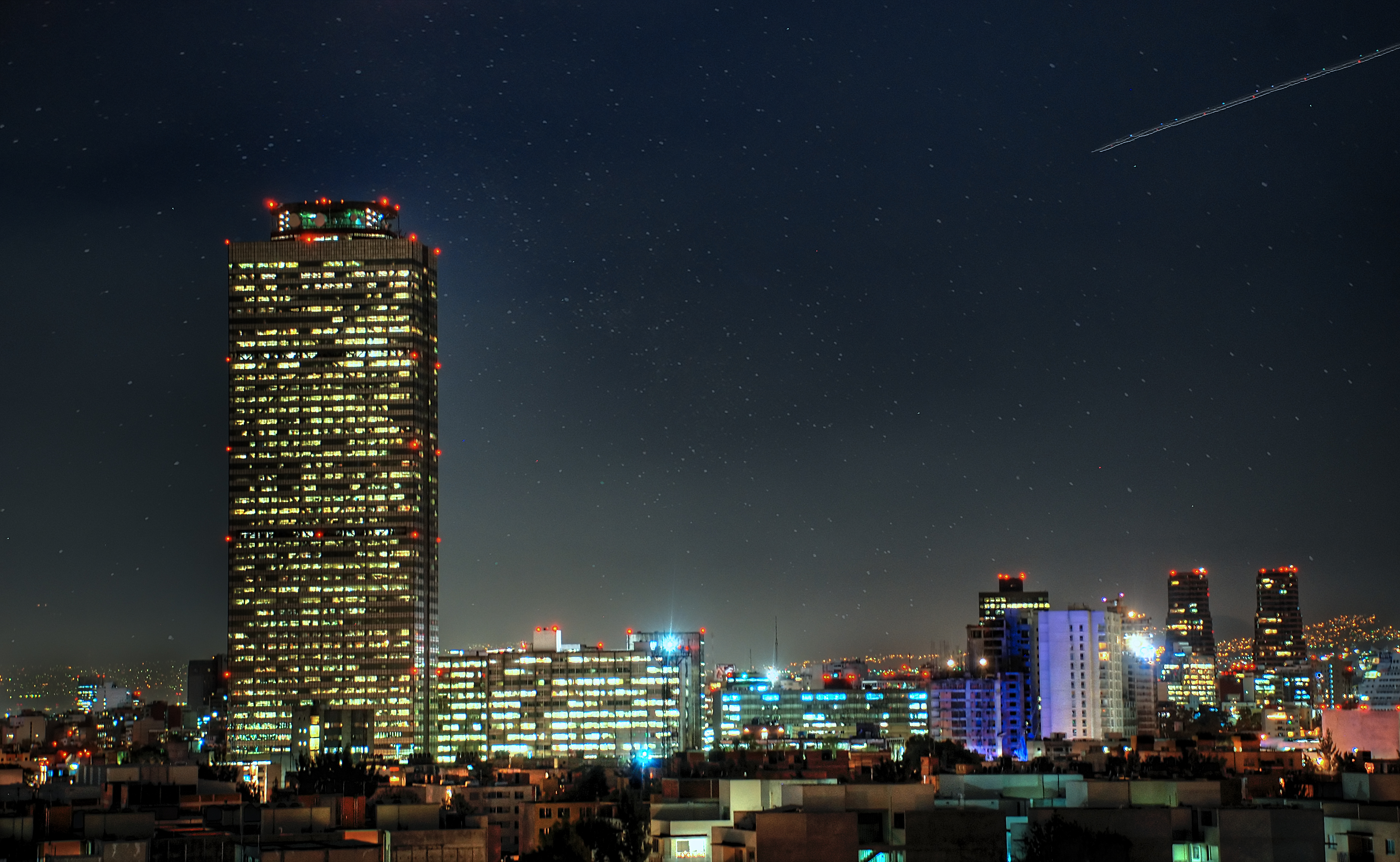
(Torre Pemex(توري بيميكس في الليل.
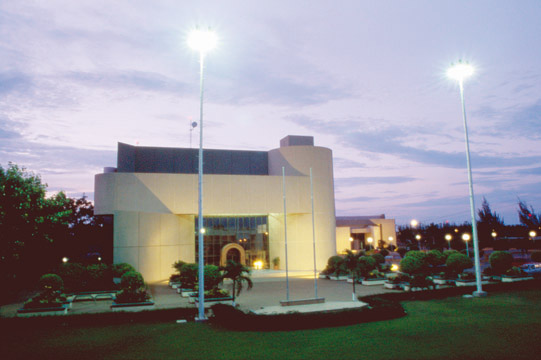
جامعة Anáhuac
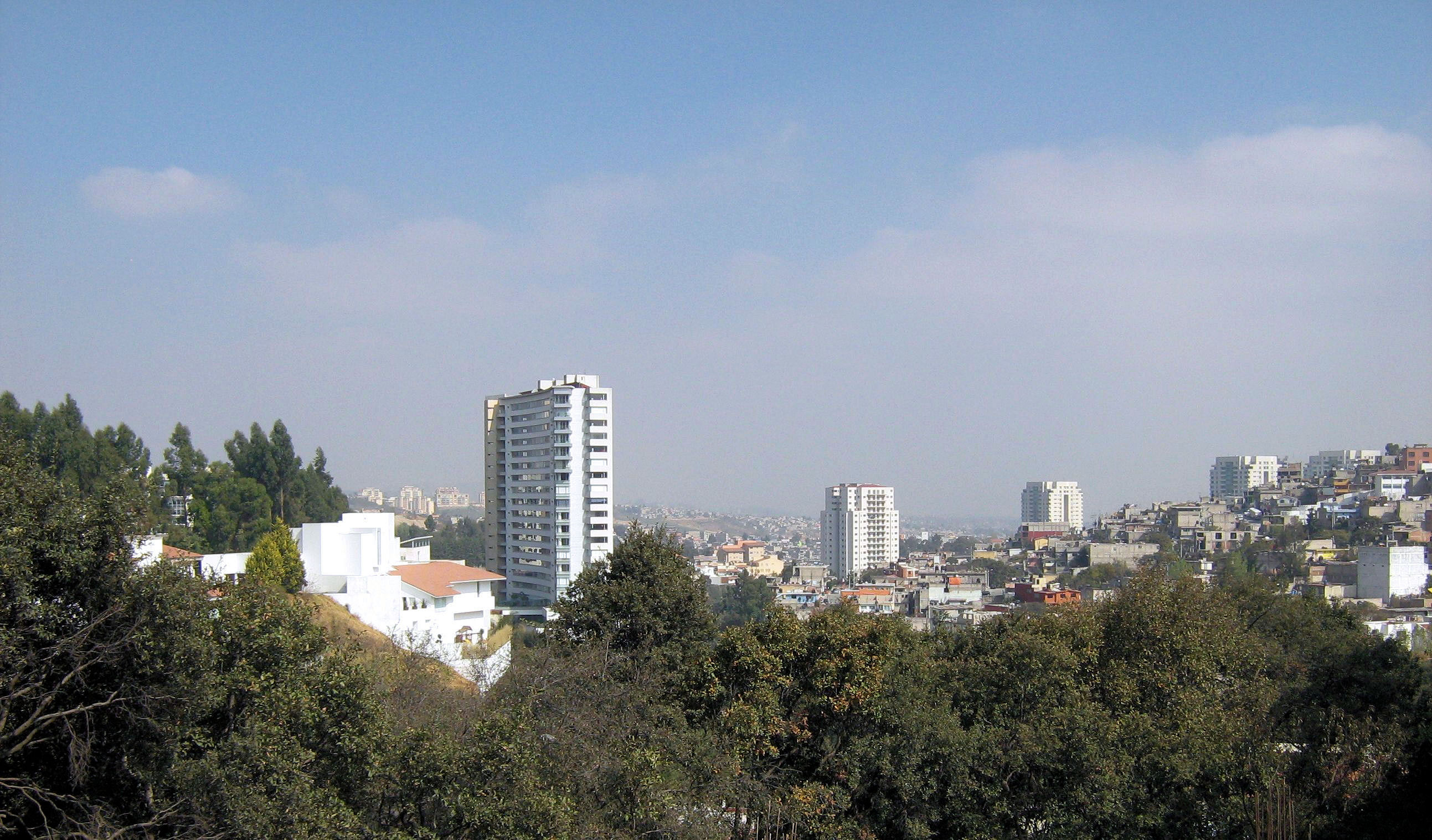
منظر لجهة الغرب
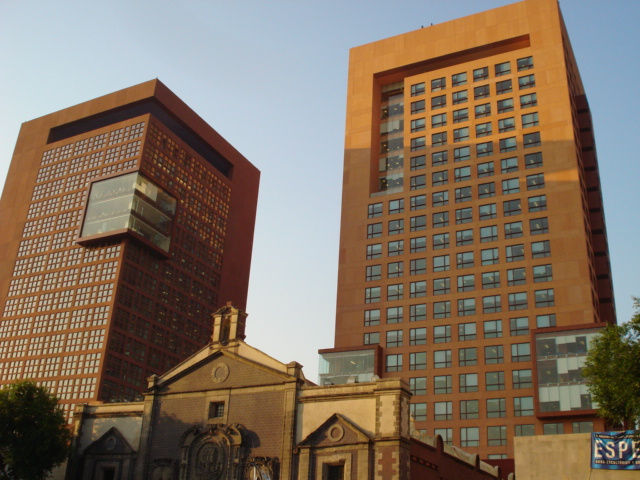
مكاتب وزارة الشؤون الخارجية
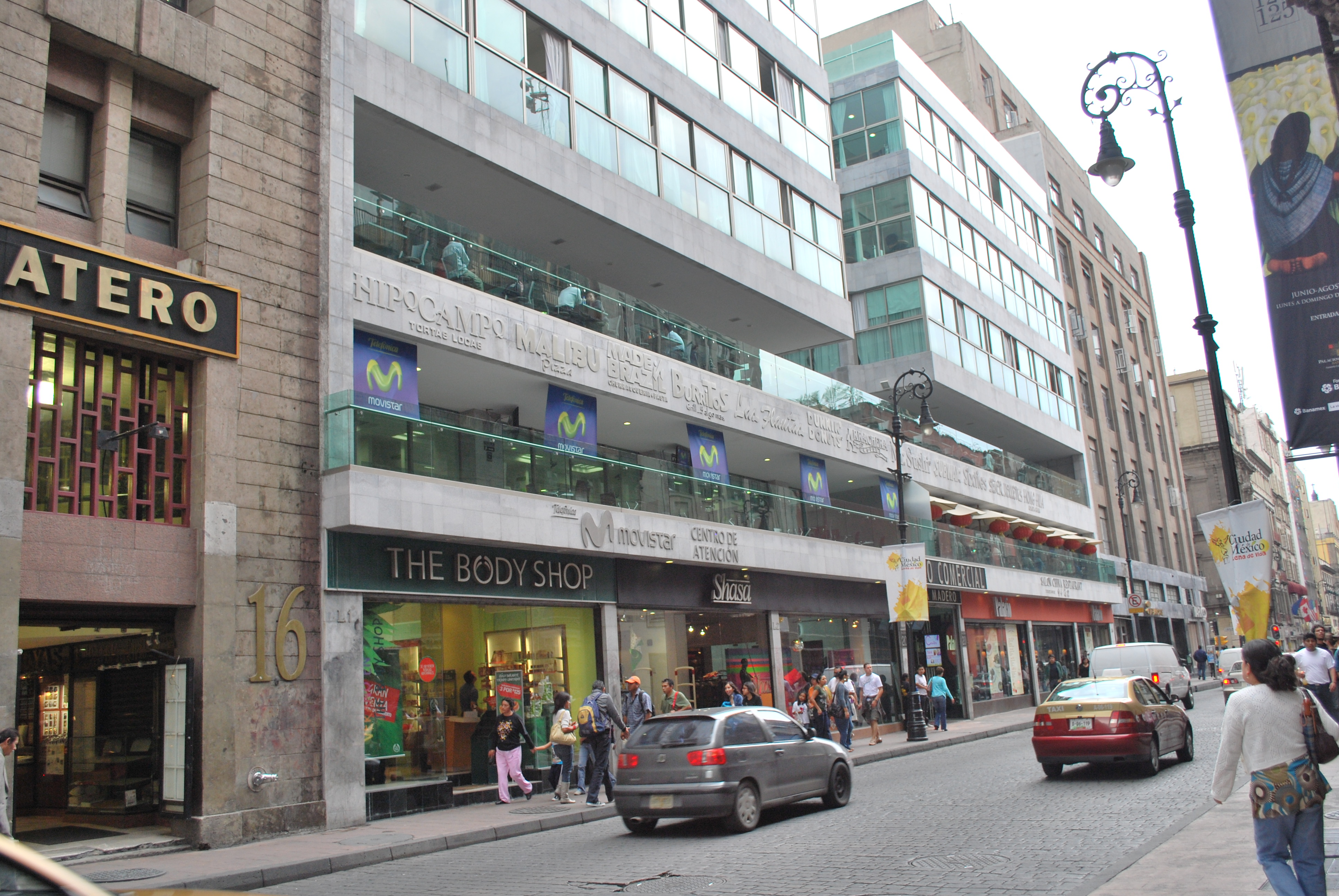
محلات تجارية في وسط مدينة مكسيكو سيتي
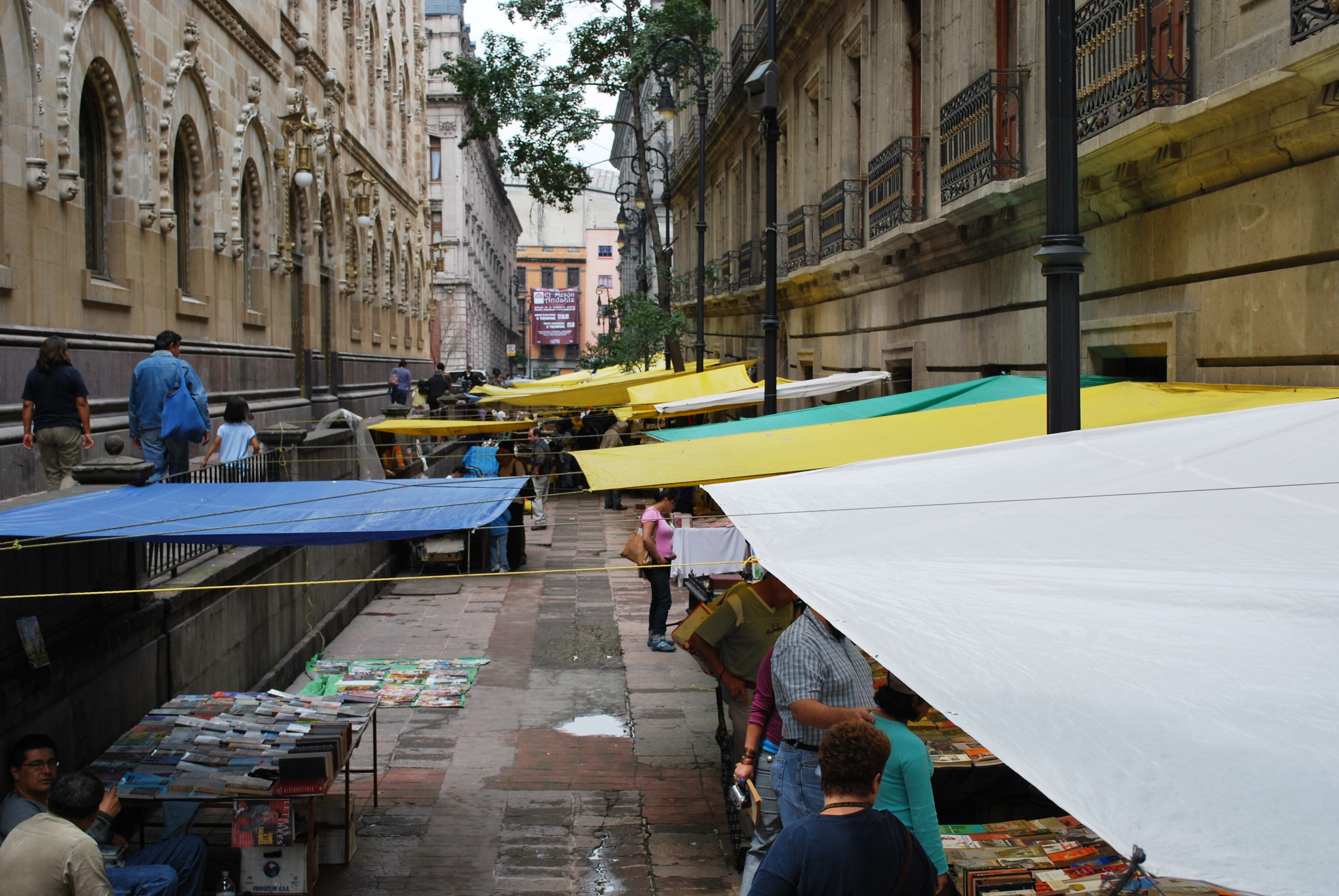
سوق الكتاب القديم (الغير رسمي)في زقاق الضيقة.
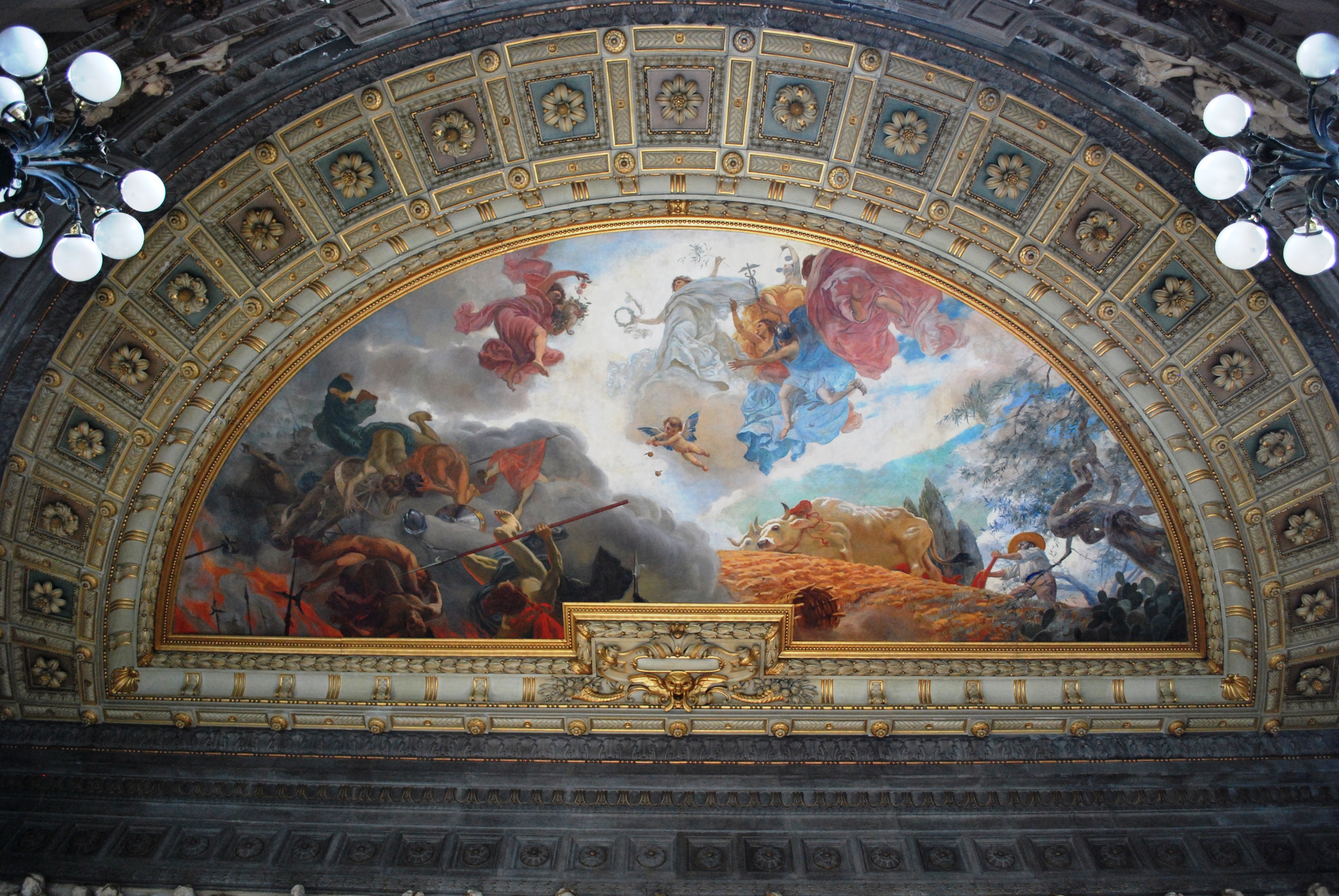
جدارية في متحف أرت دي ناسيونال
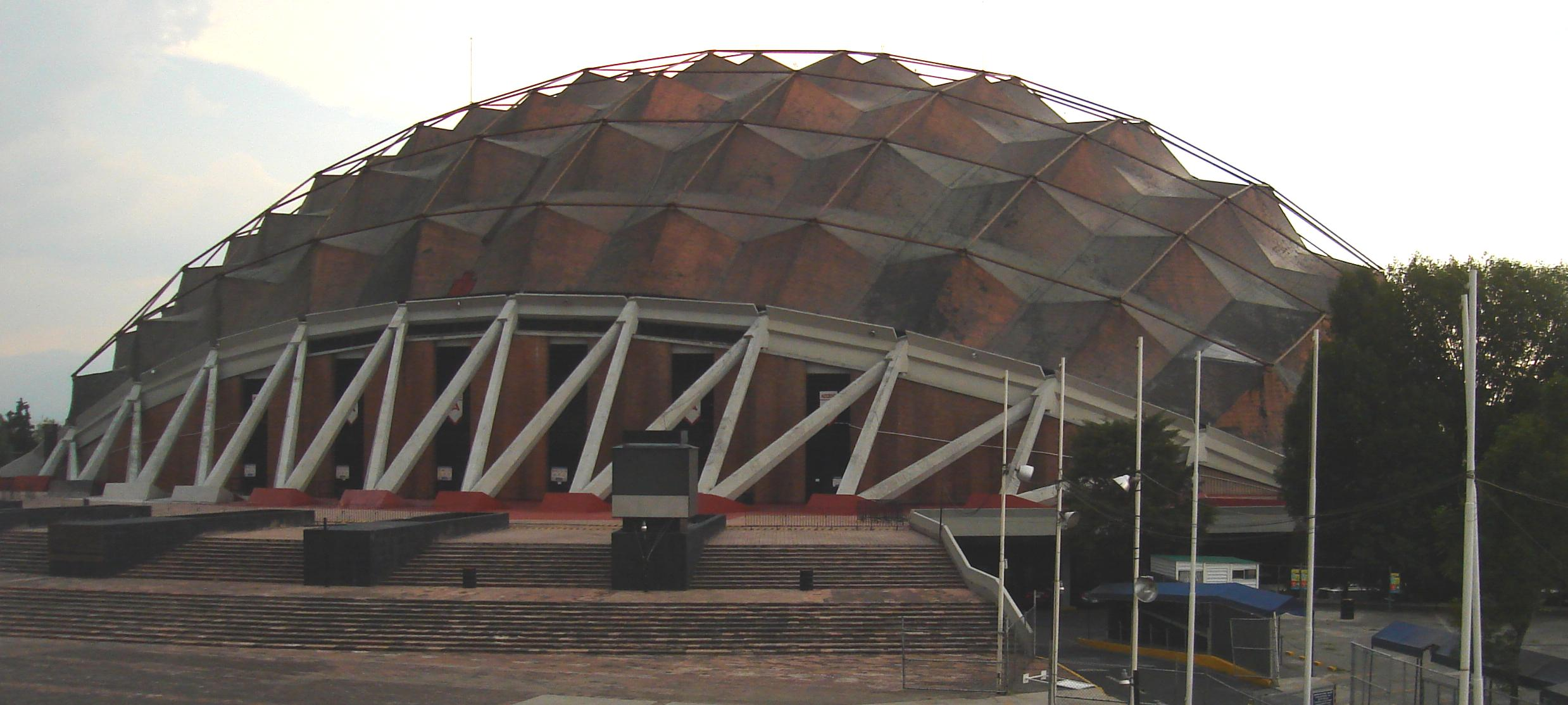
بالاسيو دي لوس ديبورتيس (الساحة الداخلية, تقع بالقرب من مطار مكسيكو الدولي)
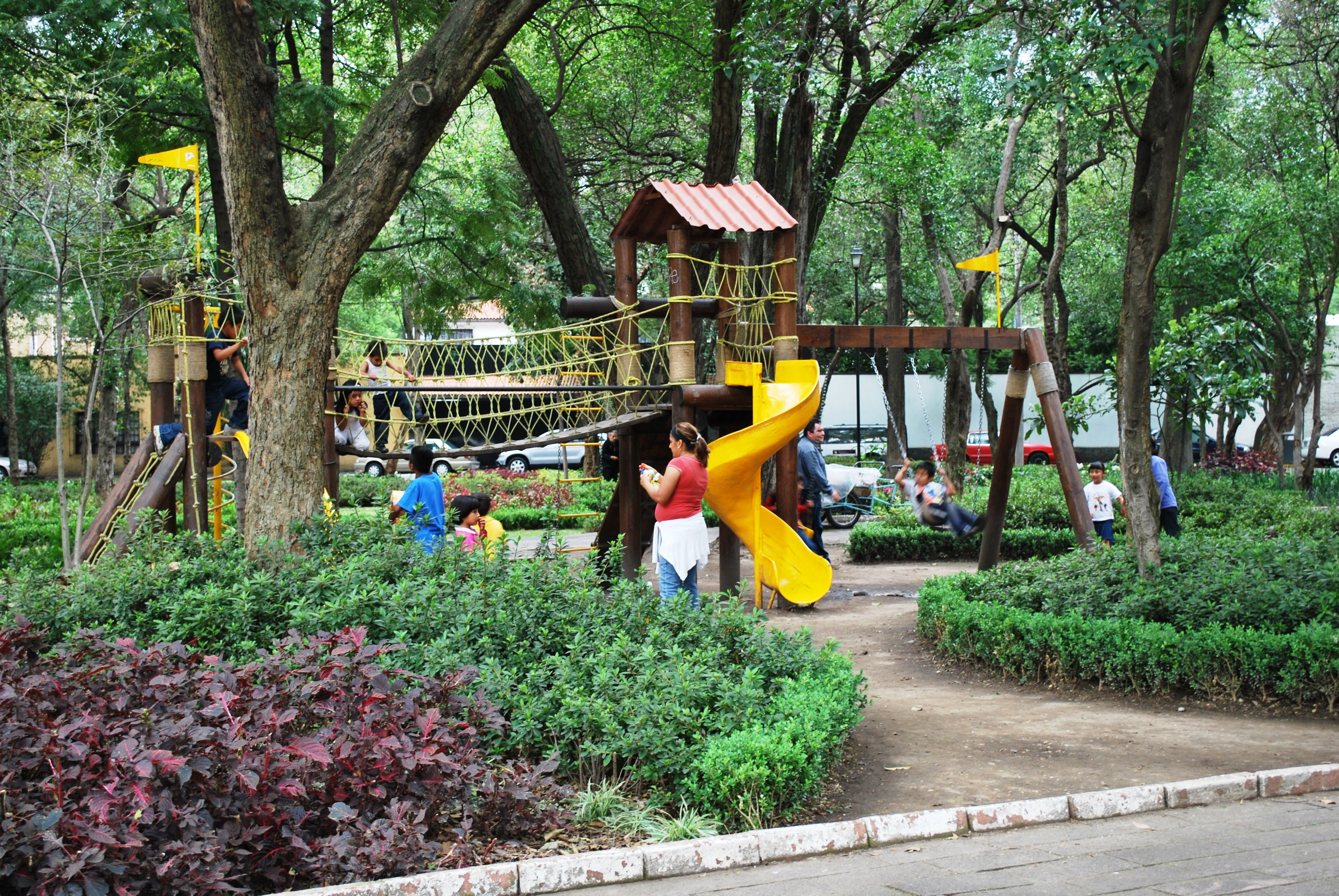
منتزه للعائلات في منطقة سان أنخيل
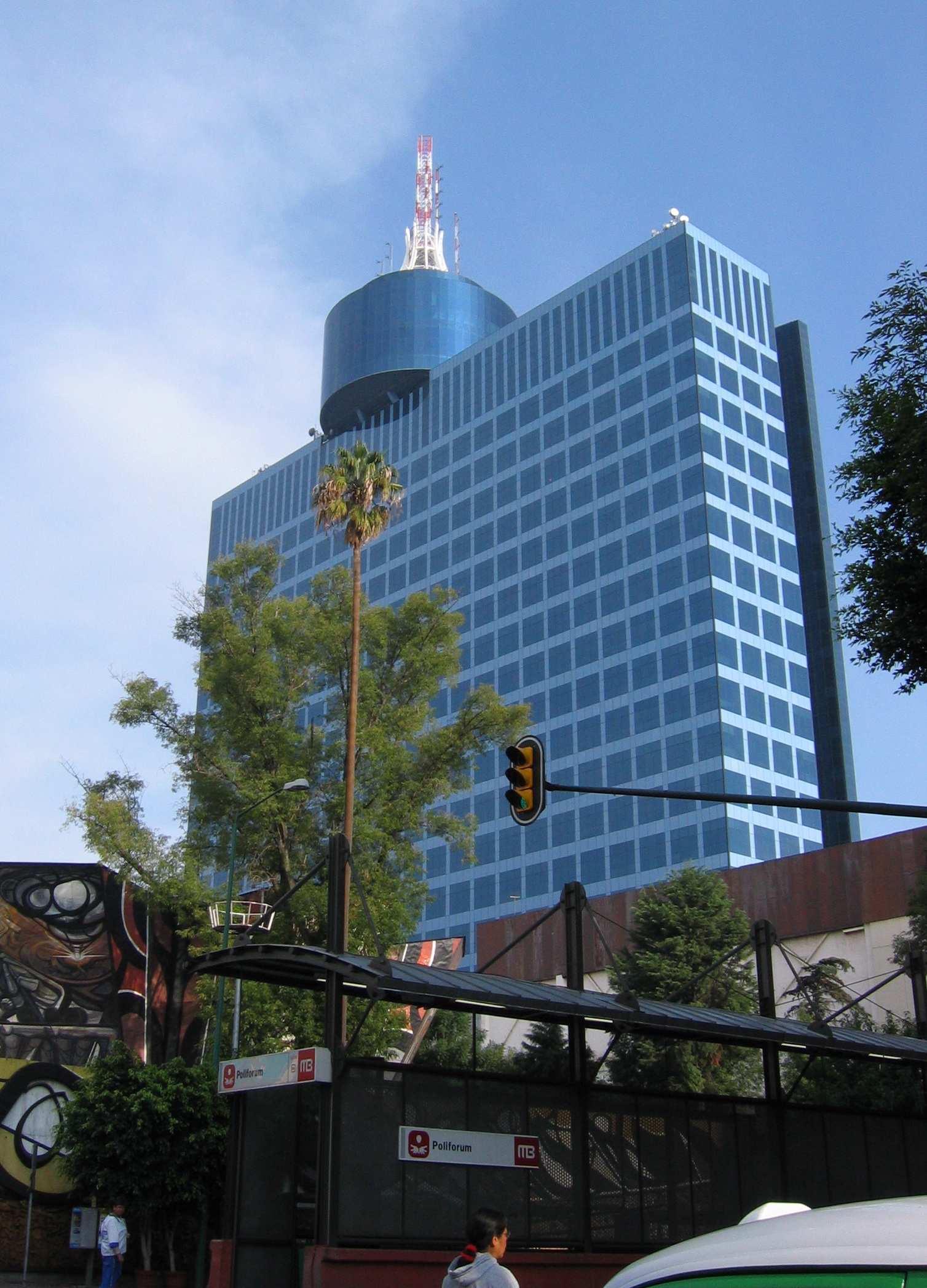
مركز منظمة التجارة العالمية المكسيكية.

## وصلات خارجية
- مدينة مكسيكو على موقع الموسوعة البريطانية (الإنجليزية)